# Muntproductieproces
Het muntproductieproces is het proces waarin munten worden geslagen voor de circulatie. In het proces van schets tot munt zijn de werkzaamheden aan de meeste mensen onbekend. Het is een proces met twee gezichten, enerzijds komen er moderne technieken en machines aan te pas, anderzijds heeft een aanzienlijk deel van het werk een oud-ambachtelijk karakter.
De productie is verdeeld in vier fasen:

## Fase 1: Het ontwerp
Een mooi ontwerp op papier is geen garantie voor een mooie munt. De schets moet aan de eisen van het productieproces voldoen. Bij de technische uitvoerbaarheid spelen verschillende factoren een rol. Als munt krijgt het ontwerp een extra dimensie. De hoogte van het reliëf is aan een maximum gebonden. Voor de muntslag is de vlakverdeling van belang. Bij het slaan voltrekt zich in een fractie van een seconde een verplaatsing van metaalmassa in het muntmetaal. Er wordt een werktekening gemaakt van viermaal de afmeting van het eindproduct. De verschillende elementen van het ontwerp worden vervolgens op calqueerpapier overgetekend.

## Fase 2: De modellen
De afbeelding van het transparante papier wordt in spiegelbeeld overgetekend op een vlak stuk gips. De graveur-modelleur werkt het ontwerp in reliëf uit in het gips. In de verhouding 4:1 moet de graveur het reliëf van de gravure in maximaal 0,4 mm verwerken, de hoogte van het reliëf is maximaal 0,1 millimeter. De elementen met een vaste reliëfhoogte, zoals letters en parelrand, worden met sjablonen door een pantograaf in spiegelbeeld in het gipsmodel overgebracht. Als het gipsmodel klaar is wordt een afgietsel in flexibel rubber gemaakt. Dit model wordt in een enigszins holle schaal gelegd waarvan vervolgens een bol gipsmodel wordt gegoten. De productiestempels moeten enigszins bol zijn omdat het aanpersen van het metaal tijdens de muntslag dan vloeiender verloopt. Van dit gipsmodel wordt ten slotte een laatste afgietsel gemaakt in kunststof met een harde, slijtvaste oppervlaktelaag.

## Fase 3: Het ponsoen
In dit stadium wordt de stap gezet van modelformaat naar de productieafmeting: het model moet worden verkleind. Dat gebeurt direct in staal en levert het opwaartse ponsoen of moederstempel op, een stempel van gehard staal met een opwaarts, positief reliëf dat dient om productiestempels mee te vervaardigen.
Het reduceren gebeurt met behulp van een reduceermachine. Deze machine snijdt in dertig uur tijd een gereduceerde kopie van het model in een cilinder van zacht staal. Het verse stempel gaat vervolgens naar een speciale ruimte, de hardkamer. Daar wordt het staal gehard door het tot ongeveer 800 à 900 °C te verhitten, gevolgd door een snelle afkoeling. Door het staal te laten 'schrikken' wordt het harder.

## Fase 4: De productiestempels
De productiestempels worden via enkele tussenstadia uit het ponsoen afgeleid: de gravure van het ponsoen wordt met een hydraulische pers in een cilindervormig stuk zacht metaal geperst. De officiële naam van dit proces is hobben, een uit de Engelstalige mechanica afgeleid woord. Om de vereiste hardheid te verkrijgen worden de productiestempels daarna in de hardkamer behandeld, net zoals eerder het ponsoen. Daarna worden ze hard verchroomd: langs elektrochemische weg wordt een dunne, maar zeer harde en sterke chroomlaag op het staal aangebracht waardoor ze duurzaam worden.
Na deze bewerking kunnen de productiestempels naar de muntfabriek, waar ze gebruikt zullen worden om uit rondellen munten te kunnen slaan.

## Fabricagemethoden van munten
- gieten
- hameren
- schroeven